# 電動車 (自動車)
電動車（でんどうしゃ）とは、電気自動車、プラグインハイブリッドカー、ハイブリッドカー、燃料電池自動車など、駆動力に電気を用いる自動車の総称である。電動車からプラグインハイブリッドカーとハイブリッドカーを除いたものは、ゼロエミッション車（ZEV）と呼ばれる。

## 概要
アメリカ合衆国の一部と欧州では　ゼロエミッション車以外の新車販売を禁止するZEV規制が広がっている。米カルフォルニア州では2035年までに新車販売におけるZEV比率を100 %とすることを決定、トヨタ自動車が規制への賛同を表明している。さらに、ワシントン州とニューヨーク州でも同様のZEV規制が決定している。また、欧州も2035年までの新車販売におけるZEV比率100 %を決定した。
日本では2021年（令和3年）に菅義偉首相が、2035年（令和17年）までに新車販売における電動車の比率を100 %とする目標を発表した。日本の定義ではハイブリッドカーとプラグインハイブリッドカーといった内燃機関搭載車が電動車に含まれるため、ZEV規制には該当しない。